# Saut en longueur masculin aux championnats du monde d'athlétisme 1987
Navigation
Helsinki 1983 Tokyo 1991
L'épreuve du saut en longueur masculin des championnats du monde d'athlétisme 1987 s'est déroulée les 4 et 5 septembre 1987 dans le Stade olympique de Rome, en Italie. Elle est remportée par l'Américain Carl Lewis.

## Résultats

### Finale
| Rang               | Athlète              | Pays                 | Essais | Essais | Essais | Essais | Essais | Essais | Marque | Notes |
| Rang               | Athlète              | Pays                 | 1      | 2      | 3      | 4      | 5      | 6      | Marque | Notes |
| ------------------ | -------------------- | -------------------- | ------ | ------ | ------ | ------ | ------ | ------ | ------ | ----- |
| Médaille d'or      | Carl Lewis           | États-Unis           | 8.67   | 8.65   | 8.67   | 8.43   | x      | 8.60   | 8.67 m | CR    |
| Médaille d'argent  | Robert Emmiyan       | Union soviétique     | 8.30   | x      | x      | 8.53   | x      | x      | 8.53 m |       |
| Médaille de bronze | Larry Myricks        | États-Unis           | x      | 8.04w  | 8.23   | 8.13   | 8.33   | 8.20   | 8.33 m |       |
| 4                  | Giovanni Evangelisti | Italie               | x      | 8.09   | 8.19   | 7.59   | x      | x      | 8.19 m |       |
| 5                  | Jens Hirschberg      | Allemagne de l'Est   | 8.16   | 8.04   | 7.97   | 7.85   | x      | 7.95   | 8.16 m |       |
| 6                  | Jaime Jefferson      | Cuba                 | 7.78   | 7.85   | 8.09   | 8.04   | 7.84   | 8.14   | 8.14 m |       |
| 7                  | Vladimir Amidzhinov  | Bulgarie             | 8.11   | 7.80   | 8.05   | 7.86   | 7.99   | 8.01   | 8.11 m |       |
| 8                  | Mike Conley          | États-Unis           | x      | 8.10   | x      | x      | x      | x      | 8.10 m |       |
| 9                  | Sergey Layevskiy     | Union soviétique     |        |        |        |        |        |        | 8.08 m |       |
| 10                 | Heiko Reski          | Allemagne de l'Ouest |        |        |        |        |        |        | 8.03 m |       |
| 11                 | Yusuf Alli           | Nigeria              |        |        |        |        |        |        | 8.00 m |       |
| 12                 | Junichi Usui         | Japon                |        |        |        |        |        |        | 8.00 m |       |
| 13                 | Vladimir Bobylyov    | Union soviétique     |        |        |        |        |        |        | 7.90 m |       |
| 14                 | Jarmo Kärnä          | Finlande             |        |        |        |        |        |        | 7.83 m |       |
| 15                 | Norbert Brige        | France               |        |        |        |        |        |        | 7.82 m |       |
| 16                 | Paul Emordi          | Nigeria              |        |        |        |        |        |        | 7.80 m |       |
| 17                 | Ivo Krsek            | Tchécoslovaquie      |        |        |        |        |        |        | 7.72 m |       |

### Qualifications

#### Groupe A
| Rang | Athlète                      | Marque |
| ---- | ---------------------------- | ------ |
| 1.   | Robert Emmiyan (URS)         | 8.19 m |
| 2.   | Paul Emordi (NGA)            | 8.14 m |
| 3.   | Vladimir Bobylyov (URS)      | 8.08 m |
| 4.   | Jarmo Kärnä (FIN)            | 8.06 m |
| 5.   | Junichi Usui (JPN)           | 8.02 m |
| 6.   | Jaime Jefferson (CUB)        | 8.00 m |
| 7.   | Mike Conley (USA)            | 7.99 m |
| 8.   | Norbert Brige (FRA)          | 7.96 m |
| 9.   | Frans Maas (NED)             | 7.78 m |
| 10.  | Róbert Széli (TCH)           | 7.59 m |
| 11.  | Dietmar Haaf (GER)           | 7.51 m |
| 12.  | Ray Quinones (PUR)           | 7.41 m |
| 13.  | Jeffrey Neptune (GRN)        | 7.11 m |
| 14.  | Marcus César Barros (BRA)    | 6.94 m |
| 15.  | Devon Hyde (BIZ)             | 6.61 m |
| —    | António Santos (ANG)         | NM     |
| —    | Stanisław Jaskułka (POL)     | NM     |
| —    | Bruny Surin (CAN)            | NM     |
| —    | Dimitrios Chatzopoulos (GRE) | NM     |
| —    | Lester Benjamin (ATG)        | NM     |

#### Groupe B
| Rang | Athlète                    | Marque |
| ---- | -------------------------- | ------ |
| 1.   | Carl Lewis (USA)           | 8.36 m |
| 2.   | Larry Myricks (USA)        | 8.20 m |
| 3.   | Jens Hirschberg (GDR)      | 8.10 m |
| 4.   | Yusuf Alli (NGA)           | 8.07 m |
| 5.   | Vladimir Amidzhinov (BUL)  | 8.05 m |
| 6.   | Heiko Reski (FRG)          | 8.03 m |
| 7.   | Sergey Layevskiy (URS)     | 7.98 m |
| 8.   | Giovanni Evangelisti (ITA) | 7.97 m |
| 9.   | Ivo Krsek (TCH)            | 7.96 m |
| 10.  | Emiel Mellaard (NED)       | 7.93 m |
| 11.  | Chen Zunrong (CHN)         | 7.90 m |
| 12.  | Andreas Steiner (AUT)      | 7.87 m |
| 13.  | Fred Salle (CMR)           | 7.60 m |
| 14.  | Antonio Corgos (ESP)       | 7.60 m |
| 15.  | Ian James (CAN)            | 7.54 m |
| 16.  | Badara Mbengue (SEN)       | 7.23 m |
| 17.  | Carlos Casar (MEX)         | 7.21 m |
| 18.  | Wilbert Lee (MLT)          | 6.61 m |
| —    | Jeroen Fischer (BEL)       | DNS    |
| —    | Kim Won-jin (KOR)          | DNS    |

## Légende
Records et Performances
- AR : Record continental (area record)
- CR : Record des championnats (championship record)
- MR : Record du meeting (meet record)
- NR : Record national (national record)
- OR : Record olympique (olympic record)
- PR : Record paralympique (paralympic record)
- PB : Record personnel (personal best)
- SB : Meilleure performance personnelle de la saison (season's best)
- WL : Meilleure performance mondiale de l'année (world leader)
- WJR : Record du monde junior (world junior record)
- WR : Record du monde (world record)

Circonstances et Conditions
- DNF : N'a pas terminé (did not finish)
- DNS : N'a pas pris le départ (did not start)
- DQ : Disqualification (disqualification)
- NM : Aucun essai valable enregistré (No Mark)
- Q : Qualifié « directement » au prochain tour (ou à la prochaine compétition), lors d'une compétition majeure, grâce au classement ou à la réalisation des minima (automatic qualifier)
- q : Qualifié au prochain tour (ou à la prochaine compétition), lors d'une compétition majeure, grâce au repêchage ou à la réalisation de l'une des meilleures performances parmi celles des « non qualifiés directement » (grâce au meilleur temps ou à la meilleure distance par exemple) (secondary qualifier)